# Tercia (Lorca)
Tercia es una pedanía del municipio español de Lorca, en la Región de Murcia. Es colindante con la capital municipal, en concreto con los barrios de La Apolonia y San Diego. Hacia el norte la localidad limita con la sierra de tercia, al sur con la pedanía de Marchena y al este con la pedanía de La Hoya. 

## Fiestas
Destaca la romería dedicada a Santa Gertrudis, que se celebra el último fin de semana de junio con motivo de las fiestas de Tercia, del 29 al 1 de julio, una de las más importantes del municipio.

## Educación
Tercia consta de un colegio de educación primaria e infantil: CEIP Villaespesa. También dispone de un colegio e instituto concertado: Ciudad del Sol S.coop.

## Transporte

### En autobús
Presta servicio la siguiente línea urbana:
| Línea | Recorrido               | Operador |
| ----- | ----------------------- | -------- |
| 7     | Óvalo - Tercia/Marchena | Limusa   |